# 이대남
이대남(한국 한자: 二代男)은 "20대 남성"(한국 한자: 二十代男性)의 줄임말로, 대한민국에서 20대 남성을 지칭하는 신조어이다. 2010년대 후반 일부 언론에 처음 등장하여 투표권을 가진 남성을 가리키는 데 사용되었으나, 최근에는 페미니즘에 대해 부정적인 경향을 가진 보수 성향이 두렷한 2020년대 초반 기준의 남성을 지칭하는 데 자주 사용된다. 정치적, 사회적 반의어로는 이십대여자의 줄임말인 "이대녀"(二代女)가 있다.

## 배경
2018년 말, 문재인 정부 집권 1년 차 지지율이 하락한 이후 '이대남'이라는 용어가 등장하기 시작하였다. 특히 언론은 20대의 큰 성별 격차에 주목하였다. 20대 한국 남성의 문재인 대통령 지지율은 30% 미만으로 떨어졌다. 이는 보수적 성향이 강한 노년층을 포함한 모든 연령대 중 가장 낮은 수치였다. 반면 20대 여성의 문재인 대통령 지지율은 63.5%로, 연령별 남녀 집단 중 가장 높았다.
한귀영의 이대남 현상을 조사한 분석에 따르면, 20대 남성은 주관적 이념 성향과 대통령 업무 수행 평가에서 가장 보수적인 것으로 나타났다. 이대남이라는 단어의 사용은 2021년 재보궐선거 서울시장 선거에서 20대 남성의 오세훈 득표율이 70%를 넘으면서 폭발적으로 증가하였다.

## 경향
이대남은 페미니즘에 대해 부정적인 경향을 보인다. 이들은 수전 팔루디의 1991년 저서 《백래시》에 등장하는 "분노한 젊은 남성들"과 비교되어 왔다. 이대남은 남성혐오에 강하게 반대한다.
2021년 국가인권위원회의 조사에 따르면 20대 남성의 70퍼센트가 여성을 위한 적극적 조치에 반대하는 것으로 나타났다. 많은 이대남은 성별 할당제가 차별적이라고 믿는다. 또한 2021년 통계에 따르면, 20대와 30대 남성("이대남")은 40대와 50대 남성("386 세대 남성")보다 성소수자 권리에 대해 덜 수용적이지만, 60대 이상 남성보다는 더 수용적인 것으로 나타났다.

## 대한민국 정치와 이대남
이대남 현상은 미국의 정치적 언어에서 말하는 "분노한 백인 남성"과 유사한 '사회적 반발'의 한 형태로 설명되어 왔으나, 이는 종종 정치적 보수주의나 포퓰리즘(좌익과 우익 양측 모두 포함)으로 이어진다. 한국의 중도 우파 언론인 중앙일보는 당시 국민의힘 대표였던 이준석이 이대남의 표를 얻기 위해 반페미니즘 조사를 활용한다고 보도했다.
한국의 진보 성향 문재인 정부는 이전 보수 정부보다 더 페미니즘적인 정책을 실행했고, 20대 남성들은 이에 대해 심한 반감을 가졌다. 2022년 한국 대선의 주요 후보였던 보수 국민의힘의 윤석열과 진보 더불어민주당의 이재명은 이대남의 표를 얻기 위해 페미니즘에 대해 부정적인 언행을 했다.

## 같이 보기
- 대한민국의 여성주의
- 일베저장소
- 성재기 (활동가)
- 대한민국의 자살
- 역차별
- 백래시 (사회학)
- 정체성 정치
- 인셀
- 남성계